# 胡之鋘
胡之鋘（？—？），雲南太和縣人，清朝官員。

## 生平
嘉慶十三年（1808年）戊辰科進士。道光八年（1828年）署龍巖州知州。道光十年（1830年）任福建晉江知縣，期間主修《晉江縣志》。道光十二年（1832年）接替施模擔任台灣府嘉義縣知縣。

## 延伸阅读
- 劉寧顏編，《重修台灣省通志》，台北市，台灣省文獻委員會，1994年。
- （中國國家圖書館藏）岑毓英、陈灿，《雲南通志》，清光緒二十年（1894年）刻本。
- 中國方志叢書（第八十六號）民國馬龢鳴修，杜翰生等纂，福建省《龍巖縣志》，據民國九年鉛印本影印。

| 官衔          | 官衔                                                 | 官衔          |
| ------------- | ---------------------------------------------------- | ------------- |
| 前任： 何溯沂 | 福州府永福縣知縣 道光元年－十年 （1821年－1830年）   | 繼任： 包幹臣 |
| 前任： 麟鳳   | 龍巖州知州 道光八年－九年 （1828－1829年）           | 繼任： 彭衍堂 |
| 前任： 魏瀛   | 泉州府晉江縣知縣 道光十年－十二年 （1830年－1832年） | 繼任： 盧鳳琴 |
| 前任： 施模   | 臺灣府嘉義縣知縣 道光十二年（1832年）任              | 繼任： 熊飛   |